# Абарджиль, Янив
Янив Абарджиль (ивр. יניב אברג'יל‎, англ. Yaniv Abargil; род. 16 августа 1977, Израиль) — израильский футболист, завершивший карьеру.

## Карьера
Родился 16 августа 1977 года в Израиле, в семье выходцев из Марокко. Играл на протяжении 15 лет за различные клубы из Израиля.
5 марта 2003 года в товарищеском матче против сборной Молдавии сыграл свой единственный матч за сборную Израиля.

## Достижения
Лучший бомбардир чемпионата Израиля: 2002/03